# Decandria

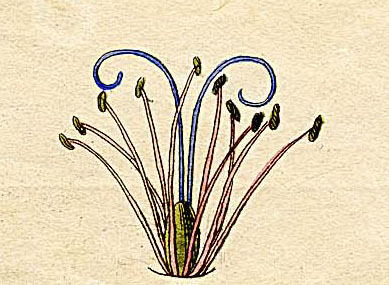
Decandria

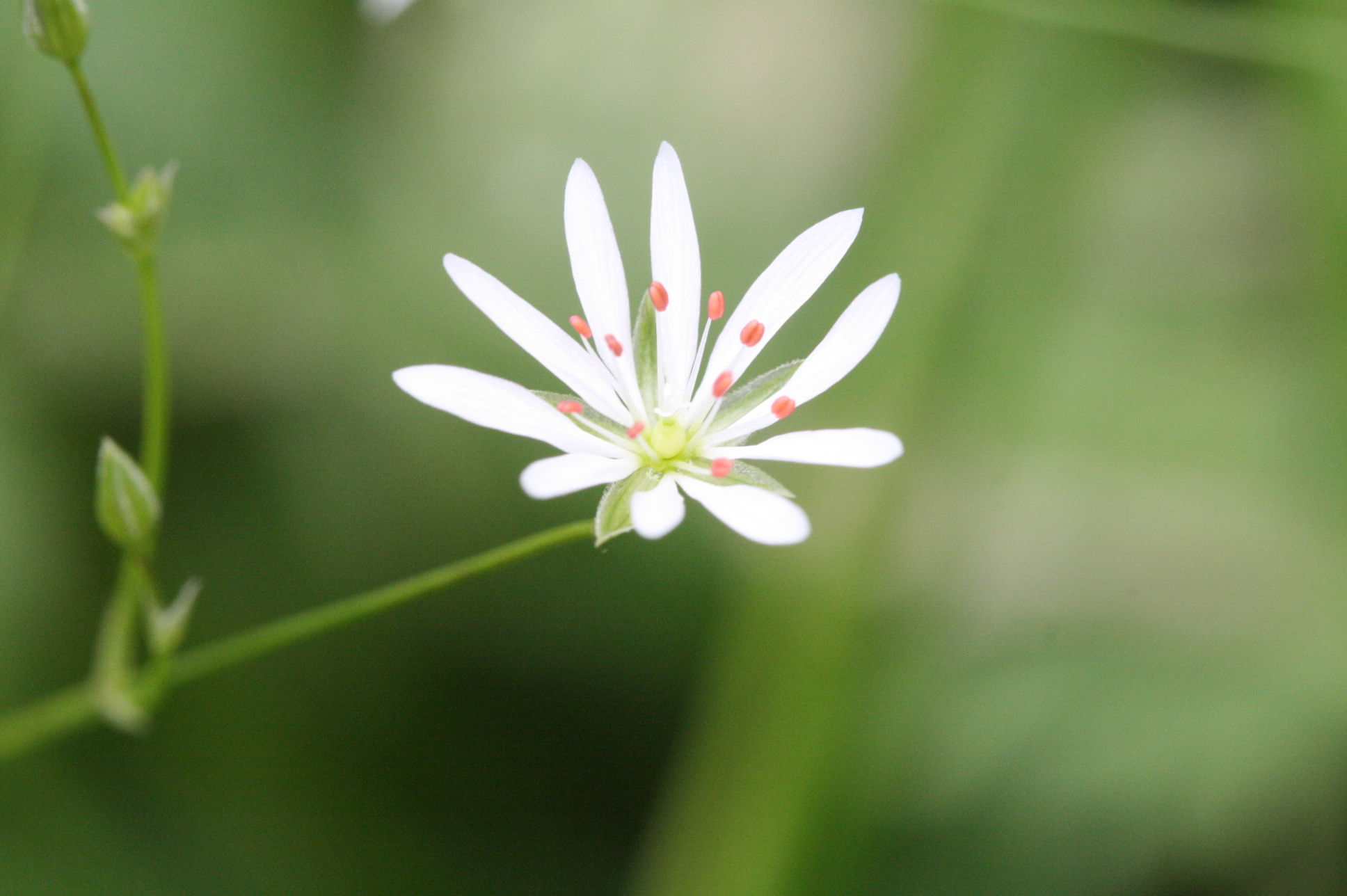
Stellaria

Em botânica, decandria  é uma classe de plantas segundo o sistema de Linné.  Apresentam flores hermafroditas com dez estames livres e iguais.
As ordens e os gêneros que constituem esta classe são:
Ordem 1. Monogynia (com um pistilo)
Gêneros: Sophora, Anagyris, Cercis, Bauhinia, Parkinsonia, Cassia, Poinciana, Caesalpinia, Guilandina, Guaiacum, Cynometra, Anacardium, Dictamnus, Ruta, Toluifera, Haematoxylum, Adenanthera, Melia, Zygophyllum, Fagonia, Tribulus, Monotropa, Jussiaea, Schinus, Bartramia, Melastoma, Kalmia, Ledum, Rhododendron, Andromeda, Epigaea, Gaultheria, Arbutus, Clethra, Pyrola
Ordem 2. Digynia (com dois pistilos)
Gêneros: Royena, Hydrangea, Chrysosplenium, Saxifraga, Tiarella, Mitella, Scleranthus, Gypsophila, Saponaria, Dianthus
Ordem 3. Trigynia (com três pistilos)
Gêneros: Drypis, Cucubalus, Silene, Stellaria, Arenaria, Cherleria, Garidella, Malpighia, Banisteria, Triopteris
Ordem 4. Pentagynia (com cinco pistilos) 
Gêneros: Averrhoa, Cotyledon, Sedum, Penthorum, Oxalis, Agrostemma, Lychnis, Cerastium, Spergula
Ordem 5. Decagynia (com dez pistilos)  
Gêneros: Neurada, Phytolacca

## Ordem decandria
No mesmo sistema de classificação decandria é uma ordem das classes Monadelphia, Diadelphia,  Dioecia e Gynandria.